# Сташук Василь Федорович
Василь Федорович Сташук (1 січня 1944, Савлуки, Малинський район, Житомирська область — 11 лютого 2022, м. Малин) — український поет, журналіст, прозаїк, критик. Член НСПУ і НСЖУ.

## Біографія
Народився 1 січня 1944 року в с. Савлуки Малинського району, що на Житомирщині. Закінчив середню школу у Великих Кліщах Народинцького району, куди переселилася сім'я після смерті батька.
1980 року закінчив Київський державний університет імені Т. Г. Шевченка.
Працював у колгоспі, шляховиком, на будовах Києва.
З 1968 року — на журналістській ниві. Спочатку — в Народичах, потім — у Малині, понад десять років редагував Брусилівську районну газету «Відродження», яка була удостоєна Почесної грамоти Української Ради Миру за підписом її голови Олеся Терентійовича Гончара (1992).
Ініціатор створення у Брусилові історичного музею імені І. Огієнка. У 2007–2014 рр. — перший директор Брусилівського історичного музею імені І. Огієнка. Ініціатор і організатор встановлення у Брусилові першого в Україні пам'ятника І. Огієнку.

## Громадська діяльність
Член Національної спілки журналістів України (1987).
Член Національної спілки письменників України (1999). Заступник голови Житомирської обласної організації НСПУ. Делегат IV (надзвичайного) і V з'їздів НСПУ.
Голова Брусиловського осередку Всеукраїнського товариства І. Огієнка. Голова Брусилівської районної організації ВУТ «Просвіта» ім. Тараса Шевченка.
Головний редактор літературно-мистецького альманаху «Житичі і світ». Автор творчого проекту «Огієнкові гостини». Голова міжрайонного літературно-мистецького об'єднання «Посвіт» імені І. Огієнка.

## Літературна творчість
Автор понад 30-ти книжок: поезія, проза, сатира, художня публіцистика, документалістика.
Серед них поетичні: «Глиця» (1994), «Мефістофель у Чорнобилі» (1994), «Вересневі стодоли» (1998), «Освідчення» (1999), «Неприкаяність» (2000), «Гарячий вітер» (2003), «Вибране» (2004), «Хіба я знав, що так любити можна» (2006; 2008, вид. 2-ге, доповн.), «Тітко Насте, Вашими устами я до всього світу говорю» (2007), «Нурт» (2007), «Голос спаленої трави» (2008), «Сонячною крапелькою крові» (2009), «На берегах моєї долі» (2011), «У Надсонову ніч» (2011), «Живу на долонях у матері» (2013), «Неминучість» (2014), «У стигмах болю» (2015), «Щось загнилось у нашім королівстві» (2016), «За колом — коло» (2019); прозові: трилогія «Останній лелека» (1996), «Западня для Івана Денисовича» (2012), «Петля для коханої з оптимістичним зашморгом» (2015), «Тече вода каламутна, або На босу ногу чоботи не жмуть» (2020); сатирична: «Глупаковичі як дзеркало» (2014); публіцистично-документальні: «Те, що минуло не минає» (2014), «Любов і гріх Великих Кліщів» (2014), «Жорно» (2017).
З рецензіями на художні твори виступав у газетах «Літературна Україна», «Слово Просвіти», «Українська літературна газета» «Молодь України», «Житомирщина».

## Нагороди
- Лауреат молодіжного поетичного конкурсу «Дорогами ровесників», оголошеною міжобласною газетою «Молода гвардія».
- Лауреат Всеукраїнської премії ім. І. Огієнка (2009)
- Лауреат Літературної премії імені В.Юхимовича (2013)
- Лауреат житомирських обласних премій — імені М.Клименка, імені В.Земляка, імені Л.Українки.

У 2014 році здобув першу премію в номінації конкурсу всеукраїнської газети «Сільські вісті» «Село моє рідне» за нарис «Любов і гріх Великих Кліщів».
Нагороджений медалями НСПУ, НСЖУ та Всеукраїнського товариства «Просвіта».